# Anta de Herdade da Serranheira
L'Anta de Herdade da Serranheira  est un dolmen situé dans la freguesia de Nossa Senhora da Vila (pt) sur le territoire de la municipalité de Montemor-o-Novo (District d'Évora, Portugal). 
,. 
Le mot anta est l'équivalent portugais d'« ante » (pilier terminal d'un temple grec ou romain), mais il est aussi employé pour désigner les pierres d'un dolmen ou le dolmen lui-même. Environ 5 000 structures mégalithiques de ce type ont été construites au Néolithique dans l'ouest de la péninsule Ibérique par les successeurs de la culture de la céramique cardiale ou Cardial.
Il est classé monument national depuis 1910 .

## Description
Ce monument mégalithique, construit entre la fin du IVe et le milieu IIIe millénaire av. J.-C., est constitué d'une chambre funéraire polygonale, avec sept orthostate in situ, et un couloir.  La dalle de recouvrement de la chambre est fracturée à l'intérieur. L'ancienne allée couverte ne comporte plusque deux supports côté sud et un côté nord. Ce monument est assez endommagé par les agents atmosphériques, bien qu'il présente encore des traces d'un tumulus.